# Seymour Felix
Pour les articles homonymes, voir Félix.
Seymour Felix est un chorégraphe américain né le 23 octobre 1892 à New York (État de New York) et mort le 16 mars 1961 à Los Angeles (Californie).

## Biographie
Seymour Felix commence sa carrière comme danseur dans des spectacles de variétés dès l'âge de 15 ans. Il devient par la suite chorégraphe pour plusieurs comédies musicales de Broadway. Au cours des années 1930, il se consacre de plus en plus à la chorégraphie de numéros musicaux dans des films.

## Théâtre
- 1923 : Sun Showers (comédie musicale), chorégraphie
- 1924 : Artists and Models (comédie musicale), chorégraphie
- 1924 : The Passing Show of 1924 (comédie musicale), chorégraphie
- 1924 : Top-Hole (comédie musicale), chorégraphie
- 1925 : June Days (comédie musicale), chorégraphie
- 1925 : Sky High (comédie musicale), chorégraphie
- 1925 : Big Boy (comédie musicale), chorégraphie
- 1926 : Peggy-Ann (comédie musicale), chorégraphie
- 1926 : Gay Paree (comédie musicale), chorégraphie
- 1926 : Hello, Lola (comédie musicale), mise en scène
- 1927 : Hit the Deck (comédie musicale), chorégraphie
- 1928 : Whoopee! (comédie musicale), chorégraphie et mise en scène
- 1928 : Rosalie (comédie musicale), chorégraphie
- 1930 : Simple Simon (comédie musicale), chorégraphie
- 1933 : Strike Me Pink (comédie musicale), chorégraphie

## Filmographie

### comme réalisateur
- 1931 : Girls Demand Excitement
- 1932 : Stepping Sisters

### comme chorégraphe
- 1929 : La Vie en rose (Sunny Side Up) de David Butler
- 1930 : L'Amour en l'an 2000 (Just Imagine) de David Butler
- 1934 : Hollywood Party de Richard Boleslawski, Allan Dwan, et al.
- 1934 : Le Gosse aux millions (Kid Millions) de Roy Del Ruth
- 1935 : The Girl Friend d'Edward Buzzell
- 1936 : Nick, gentleman détective (After the Thin Man) de W. S. Van Dyke
- 1936 : Le Grand Ziegfeld (The Great Ziegfeld) de Robert Z. Leonard
- 1937 : Sur l'avenue (On the Avenue) de Roy Del Ruth
- 1938 : Quelle joie de vivre (Joy of Living) de Tay Garnett
- 1938 : Tout le monde chante (Everybody Sing) de Edwin L. Marin
- 1938 : La Folle Parade (Alexander's Ragtime Band) d'Henry King
- 1939 : Rose de Broadway (Rose of Washington Square) de Gregory Ratoff
- 1939 : Emporte mon cœur (Broadway Serenade) de Robert Z. Leonard
- 1940 : Adieu Broadway (Tin Pan Alley) de Walter Lang
- 1940 : Lillian Russell d'Irving Cummings
- 1941 : Nuits joyeuses à Honolulu (Navy Blues) de Lloyd Bacon
- 1942 : La Glorieuse Parade (Yankee Doodle Dandy) de Michael Curtiz
- 1943 : Let's Face It (en) de Sidney Lanfield
- 1943 : Dixie d'A. Edward Sutherland
- 1944 : La Reine de Broadway (Cover Girl) de Charles Vidor
- 1944 : Montmartre à New York de Walter Lang
- 1944 : Atlantic City de Ray McCarey
- 1945 : Where Do We Go from Here? de Gregory Ratoff
- 1945 : Les Dolly Sisters (The Dolly Sisters) d'Irving Cummings
- 1946 : Voulez-vous m'aimer ? de Gregory Ratoff
- 1946 : Trois Jeunes Filles en bleu (Three Little Girls in Blue) de H. Bruce Humberstone
- 1947 : Maman était new-look (Mother Wore Tights) de Walter Lang
- 1948 : Broadway mon amour (Give My Regards to Broadway) de Lloyd Bacon
- 1948 : À toi pour la vie (When My Baby Smiles at Me) de Walter Lang
- 1949 : Toute la rue chante (Oh, You Beautiful Doll) de John M. Stahl
- 1950 : Chanson dans la nuit (Dancing in the Dark) d'Irving Reis
- 1950 : Trois Gosses sur les bras (My Blue Heaven) de Henry Koster
- 1951 : Une fille en or (Golden Girl) de Lloyd Bacon
- 1951 : The Guy Who Came Back de Joseph M. Newman
- 1953 : Down Among the Sheltering Palms d'Edmund Goulding
- 1953 : The I Don't Care Girl de Lloyd Bacon

## Distinctions

### Récompenses
- 1937 : Oscar de la meilleure chorégraphie pour "A Pretty Girl Is Like a Melody", dans Le Grand Ziegfeld